# Сакаи, Тосихико
Сакаи Тосихико (яп. 堺 利彦, 25 ноября 1871 года, Мияко — 23 января 1933 года, Йокогама) — японский социалист, писатель и историк. Он также известен под псевдонимом Сакаи Косэн (яп. 堺 枯川) и переводами Сюсуя Котоку[стиль].

## Биография
Сакаи родился 25 ноября 1871 года третьим сыном в семье самураев на территории нынешнего Мияко в префектуре Фукуока. Он посещал Академию Кайсэй, где изучал английский язык. Однако, он был исключен из престижной высшей средней школы № 1 за неуплату. Затем он работал репетитором и журналистом в Фукуоке и Осаке, изучал литературу самостоятельно и писал художественные произведения. Суэмацу Кэнтё пригласил его в Токио, в резиденцию бывшего клана Мори, чтобы помочь отредактировать историю Реставрации Мэйдзи.
После этого он перешел на работу в газету «Yorozu Morning News», начал поддерживать принципы социальной справедливости и пацифизма.
В 1903 году Сакаи создал социалистическую организацию «Хэйминся» вместе с Сюсуй Котоку и Утимурой Кандзо. С началом русско-японской войны (1904—1905), «Yorozu Morning News» приняла проправительственную позицию. Вместе с Котоку, настроенным против войны и введения новых налогов, Сакаи начал издавать еженедельный «Хэймин Симбун».
В номере от 13 ноября 1904 года Сакаи опубликовал Манифест Коммунистической партии Карла Маркса и Фридриха Энгельса на японском языке. Сакаи приговорили к двум месяцам тюремного заключения.
Сакаи был решительным сторонником эсперанто-движения, оказал помощь в создании «Japana Esperanto-Instituto» в 1906 году.
В 1906 году Сакаи стал одним из основателей Социалистической партии Японии. В 1908 году он был арестован во время инцидента с красным флагом и приговорен к двум годам тюремного заключения.
После окончания Первой мировой войны он участвовал в группе «Росокай».
В 1922 году Сакаи стал одним из основателей Коммунистической партии Японии. В 1923—1924 годы находился в тюрьме. В 1929 году был избран депутатом Токийской городской ассамблеи.
В 1924 году отошёл от Компартии Японии, снова примкнул к социалистам. В 1930 году был одним из инициаторов создания центристской социал-демократической Всеяпонской массовой партии и стал советником и председателем антивоенного комитета этой партии.
Сакаи перевел на японский язык большое количество социалистической и утопической литературы. Он скончался от кровоизлияния в мозг 23 января 1933 года. Его могила находится в храме Содзи-дзи в Цуруми-ку в Йокогаме.